# Akademia Królewska w Poznaniu
Akademia Królewska w Poznaniu (niem. Königliche Akademie zu Posen) – pruska akademia działająca w Poznaniu w latach 1903–1919.

## Geneza
Starania o założenie w Poznaniu uniwersytetu podejmowano zarówno ze strony polskiej, jak i niemieckiej, od XIX wieku, jednak kończyło się to niepowodzeniem - władze pruskie obawiały się stworzenia silnego ośrodka polskości przy uczelni. W początku XX wieku do idei powrócili Niemcy mieszkający w Poznaniu, przewidując, że uniwersytet stałby się w Prowincji Poznańskiej silnym ośrodkiem germanizacji. Po licznych sporach zwolenników i przeciwników założenia uczelni dla Niemieckiego Wschodu, do kanclerza Bernharda von Bülowa wpłynęły niemal w jednym czasie memoriały o założenie uczelni w Poznaniu (od nadburmistrza Richarda Wittinga) i w Bydgoszczy (od nadburmistrza Alfreda Knoblocha). Ostatecznie większe poparcie w Berlinie uzyskał Witting i 4 listopada 1903 założono uczelnię z nadania króla pruskiego i cesarza niemieckiego Wilhelma II Hohenzollerna, z inicjatywy kierownika wydziału w pruskim ministerstwie edukacji narodowej Friedricha Althoffa. Zgodnie z wcześniejszymi założeniami jej istnienie miało wzmocnić niemiecką obecność w Prowincji Poznańskiej i politykę germanizacji w tej części ziem polskich. Decyzja o otwarciu uniwersytetu była zaskoczeniem dla Polaków.

## Historia
Cele germanizacyjne uczelni osiągnięte miały zostać poprzez kształcenie profesjonalnych urzędników administracyjnych, prawników, nauczycieli, lekarzy, kupców, przemysłowców i robotników, jak również organizowanie otwartych prelekcji. Szkoła nie miała prawa do nadawania stopni naukowych, a jej rektorem został filozof i krytyk literacki Eugen Kühnemann. W ramach akademii powołano trzy wydziały:
- ekonomiczno-prawny,
- historyczno-filologiczny,
- nauk przyrodniczych[1].

Począwszy od roku akademickiego 1904/1905 uruchomiono dodatkowo wykłady z teologii katolickiej i ewangelickiej prowadzone gościnnie przez wykładowców z Berlina i Wrocławia.
Pierwsze lata istnienia uczelni przysporzyły jej dużą popularność. W semestrze zimowym 1904/1905 studiowało na niej 1139 osób, w tym 616 mężczyzn, co stanowiło 54,1%. Po pewnym spadku frekwencji, zaczęła ona znów stopniowo rosnąć (w semestrze 1909/1910 było to niecałe tysiąc osób) i gwałtownie znów spadła w okresie I wojny światowej (w semestrze letnim 1915 uczyło się tu zaledwie 138 studentów). W ostatnim semestrze zimowym 1918/1919 na akademii studiowało 350 osób, w tym 115 mężczyzn (32,8%).
W semestrze zimowym 1903/1904 na uczelni wykładało trzynastu profesorów, czterech docentów i dwunastu wykładowców. W ostatnim semestrze 1918/1919 zajęcia prowadziło siedmiu profesorów, jeden docent i dziewięciu wykładowców. Częste zmiany kadry nie wpływały dobrze na poziom badań naukowych. Do najwybitniejszych pracowników naukowych akademii należeli filozof Eugen Kühnemann, ekonomista Ludwig Bernhard i historyk Adolf Warschauer. Niektórzy z niemieckich uczonych występowali z projektami przekształcenia akademii w pełnoprawny uniwersytet, jednak z obawy przed masowym napływem polskich studentów i wzmocnieniem w wyniku tego polskiego ruchu narodowego, projekty te nie uzyskiwały poparcia władz z Berlina. Dodatkowo obawiano się wstępowania na uniwersytet Żydów i Rosjan (w obawie przed Żydami nie wprowadzono np. rozszerzonego programu studiów handlowych). Do zwolenników powołania pełnoprawnego uniwersytetu należeli m.in. Kühnemann, językoznawca Wilhelm Dibelius i filozof Friedrich Paulsen. Roczne koszty utrzymania uczelni były wysokie, stanowiły około 145.000 marek, co było sumą niewspółmierną do osiąganych wyników naukowych, dydaktycznych, a także, tak istotnych dla władz, celów germanizacyjnych.
Słuchaczami akademii byli przede wszystkim Niemcy z Poznania i Prowincji Poznańskiej oraz (mimo nakładanych ograniczeń) zniemczeni Żydzi poznańscy. Polacy byli nieliczni - głównie urzędnicy państwowi i nauczyciele szkół ludowych. Koła polskie przyjęły wobec akademii stanowisko opozycyjne, określając ją jako połowiczny twór lub karykaturę wyższego zakładu naukowego, której nikt nie może brać na serio. W „Kurierze Poznańskim” w 1913 napisano, że jest to ani szkoła, ani uniwersytet, tylko jakaś, na wpół naukowa amfibia.
Po likwidacji uczelni, w wyniku wygranego przez Polaków powstania wielkopolskiego, na przełomie 1918 i 1919 jej majątek przejął utworzony przez Komisariat Naczelnej Rady Ludowej Uniwersytet Poznański.

## Siedziba
Działalność wykładowo-prelekcyjną prowadzono w początkowym okresie w wynajętym budynku przy ulicy 23 Lutego (wówczas ul. Fryderykowska), a także w pomieszczeniach ówczesnej Kaiser-Wilhelm-Bibliothek. Na potrzeby własne uczelni wzniesiono w latach 1905-1910 neorenesansowy gmach siedziby – obecne Collegium Minus z Aulą Uniwersytecką, stanowiące elementy zabudowy reprezentacyjnej Dzielnicy Cesarskiej. Projektantem gmachu był Eduard Fürstenau.